# Hurter and Driffield

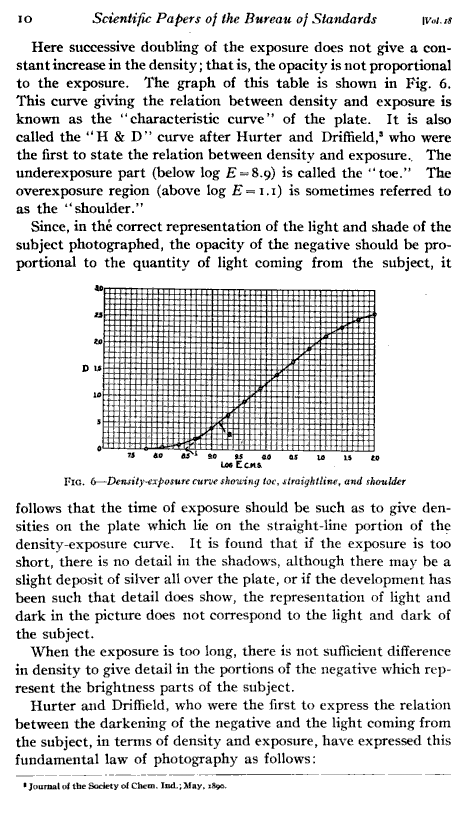
Curva H & D utilizada en sensitometría

Ferdinand Hurter (1844–1898) y Vero Charles Driffield (1848–1915) fueron dos científicos de finales del siglo XIX dedicados a la tecnología fotográfica. Introdujeron métodos de análisis cuantitativos en esta área, como la sensitometría y la densitometría.

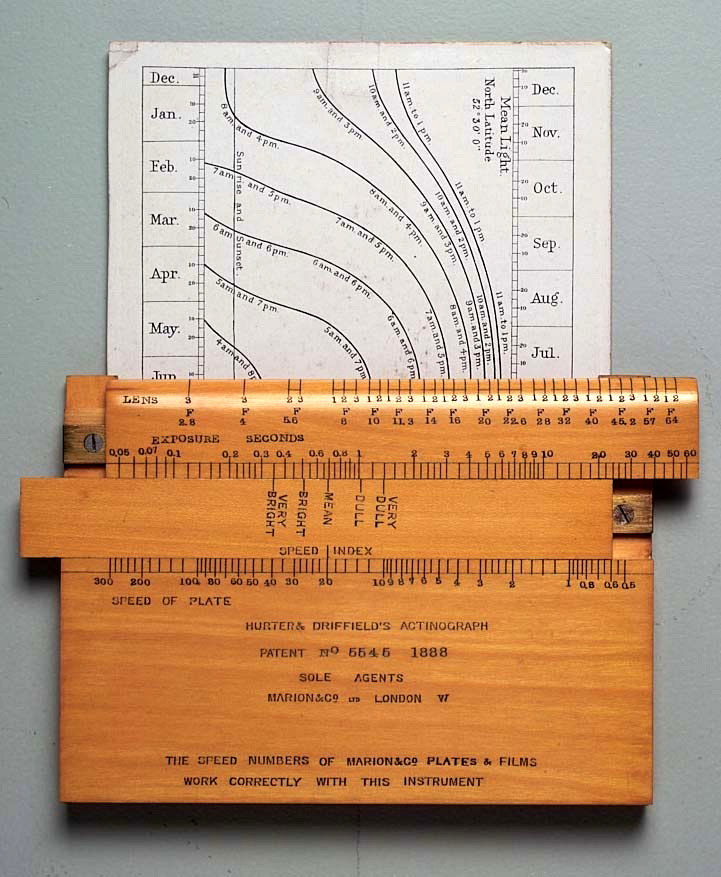
Actinógrafo Hurter & Driffield

Entre sus innovaciones figura un dispositivo gráfico para determinar la exposición correcta del material fotográfico teniendo en cuenta diversas condiciones (tanto ambientales como de la película), conocido como actinógrafo.